# Премії НАН України імені видатних учених України — лауреати 2008 року
Премії НАН України імені видатних учених України — лауреати 2008 року.
За підсумками конкурсу 2008 р., проведеного відділеннями Національної академії наук України лауреатами премій стали:
| Премія                                         | Премійовані роботи | Лауреати                                  | Коротко про лауреата |
| ---------------------------------------------- | --- | ----------------------------------------- | --- |
| Премія НАН України імені М. В. Остроградського | серія праць «Імовірнісні задачі на групах та в спектральній теорії» | Пастур Леонід Андрійович                  | академік НАН України, завідувач відділу Фізико-технічного інституту низьких температур ім. Б. І. Вєркіна НАН України |
| Премія НАН України імені М. В. Остроградського | серія праць «Імовірнісні задачі на групах та в спектральній теорії» | Фельдман Геннадій Михайлови               | доктор фізико-математичних наук, завідувач відділу Фізико-технічного інституту низьких температур ім. Б. І. Вєркіна НАН України                                                                                            |
| Премія НАН України імені М. В. Остроградського | серія праць «Імовірнісні задачі на групах та в спектральній теорії» | Щербина Марія Володимирівна               | доктор фізико-математичних наук, завідувач відділу Фізико-технічного інституту низьких температур ім. Б. І. Вєркіна НАН України                                                                                            |
| Премія НАН України імені М. М. Боголюбова      | цикл робіт «Актуальні питання математичної фізики і статистичної механіки» | Білоколос Євген Дмитрович                 | доктор фізико-математичних наук, завідувачу відділу Інституту магнетизму НАН та МОН України |
| Премія НАН України імені М. М. Боголюбова      | цикл робіт «Актуальні питання математичної фізики і статистичної механіки» | Прикарпатський Анатолій Карольович        | доктор фізико-математичних наук, професор Дрогобицького державного педагогічного університету імені Івана Франка |
| Премія НАН України імені М. М. Боголюбова      | цикл робіт «Актуальні питання математичної фізики і статистичної механіки» | Суханов Олександр Дмитрович               | доктор фізико-математичних наук, провідний науковий співробітник Об'єднаного інституту ядерних досліджень (Дубна) |
| Премія НАН України імені В. С. Михалєвича      | цикл робіт «Аналіз деяких класів багатокомпонентних розподілених систем» | Дейнека Василь Степанович                 | академік НАН України, завідувач відділу Інституту кібернетики ім. В. М. Глушкова НАН України |
| Премія НАН України імені В. С. Михалєвича      | цикл робіт «Аналіз деяких класів багатокомпонентних розподілених систем» | Довгий Станіслав Олексійович              | член-кореспондент НАН України, директор Інституту телекомунікацій і глобального інформаційного простору НАН України |
| Премія НАН України імені С. П. Тимошенка       | цикл праць «Міцність та надійність трубопровідних систем» | Красовський Арнольд Янович                | член-кореспондент НАН України, головний науковий співробітник Інституту проблем міцності ім. Г. С. Писаренка НАН України                                                                                                   |
| Премія НАН України імені С. П. Тимошенка       | цикл праць «Міцність та надійність трубопровідних систем» | Ориняк Ігор Володимирович                 | доктор технічних наук, завідувач відділу Інституту проблем міцності ім. Г. С. Писаренка НАН України |
| Премія НАН України імені В. Є. Лашкарьова      | цикл робіт «Коливальні і хвильові процеси НВЧ діапазону в неоднорідній плазмі напівпровідників»                                                                                 | Яковенко Володимир Мефодійович            | академік НАН України, директор Інституту радіофізики та електроніки ім. О. Я. Усикова НАН України |
| Премія НАН України імені В. Є. Лашкарьова      | цикл робіт «Коливальні і хвильові процеси НВЧ діапазону в неоднорідній плазмі напівпровідників»                                                                                 | Ханкіна Світлана Ісааківна                | доктор фізико-математичних наук, старший науковий співробітник Інституту радіофізики та електроніки ім.О. Я. Усикова НАН України                                                                                           |
| Премія НАН України імені В. Є. Лашкарьова      | цикл робіт «Коливальні і хвильові процеси НВЧ діапазону в неоднорідній плазмі напівпровідників»                                                                                 | Яковенко Ігор Володимирович               | доктор фізико-математичних наук, головний науковий співробітник Науково-дослідного та проектно-конструкторського інституту «Молнія» Національного технічного університету «Харківський політехнічний інститут» МОН України |
| Премія НАН України імені А. Ф. Прихотько       | цикл робіт «Гарячі електрони та нові оптичні явища в багатодолинних напівпровідниках та наночастинках»                                                                          | Томчук Петро Михайлович                   | член-кореспондент НАН України, завідувач відділу Інституту фізики НАН України |
| Премія НАН України імені А. Ф. Прихотько       | цикл робіт «Гарячі електрони та нові оптичні явища в багатодолинних напівпровідниках та наночастинках»                                                                          | Порошин Володимир Миколайович             | доктор фізико-математичних наук, заступник директора Інституту фізики НАН України |
| Премія НАН України імені А. Ф. Прихотько       | цикл робіт «Гарячі електрони та нові оптичні явища в багатодолинних напівпровідниках та наночастинках»                                                                          | Волков Владислав Іванович                 | кандидат фізико-математичних наук, старший науковий співробітник Інституту фізики НАН України |
| Премія НАН України імені І. П. Пулюя           | цикл робіт «Магнітні та магнітотранспортні властивості наноматеріалів спінтроніки з неідеальними межами»                                                                        | Погорілий Анатолій Миколайович            | член-кореспондент НАН України, завідувач відділу Інституту магнетизму НАН та МОН України |
| Премія НАН України імені І. П. Пулюя           | цикл робіт «Магнітні та магнітотранспортні властивості наноматеріалів спінтроніки з неідеальними межами»                                                                        | Лось Віктор Федорович                     | доктор фізико-математичних наук, завідувач лабораторії Інституту магнетизму НАН та МОН України |
| Премія НАН України імені І. П. Пулюя           | цикл робіт «Магнітні та магнітотранспортні властивості наноматеріалів спінтроніки з неідеальними межами»                                                                        | Базалій Ярослав Борисович                 | кандидат фізико-математичних наук, докторанту Інституту магнетизму НАН та МОН України |
| Премія НАН України імені Є. П. Федорова        | цикл робіт «Блакитні карликові галактики та проблеми темної матерії» | Ізотов Юрій Іванович                      | академік НАН України, завідувач відділу Головної астрономічної обсерваторії НАН України |
| Премія НАН України імені Є. П. Федорова        | цикл робіт «Блакитні карликові галактики та проблеми темної матерії» | Гусєва Наталія Григорівна                 | доктор фізико-математичних наук, провідний науковий співробітник Головної астрономічної обсерваторії НАН України |
| Премія НАН України імені Є. П. Федорова        | цикл робіт «Блакитні карликові галактики та проблеми темної матерії» | Штанов Юрій Володимирович                 | кандидат фізико-математичних наук, старший науковий співробітник Інституту теоретичної фізики ім. М. М. Боголюбова НАН України                                                                                             |
| Премія НАН України імені С. І. Субботіна       | монографія «Литосфера докембрийских щитов северного полушария Земли по сейсмическим данным»                                                                                     | Трипільський Олександр Андрійович         | доктор геолого-мінералогічних наук, провідний науковий співробітник Інституту геофізики ім. С. І. Субботіна НАН України |
| Премія НАН України імені С. І. Субботіна       | монографія «Литосфера докембрийских щитов северного полушария Земли по сейсмическим данным»                                                                                     | Шаров Микола Володимирович                | доктор геолого-мінералогічних наук, завідувач лабораторії Інституту геології Карельського наукового центру РАН |
| Премія НАН України імені І. М. Францевича      | цикл праць «Монокристали типу KDP для мегаджоульних лазерів. Вирощування, властивості»                                                                                          | Пузіков Вячеслав Михайлович               | академік НАН України, директору Інституту монокристалів НАН України |
| Премія НАН України імені І. М. Францевича      | цикл праць «Монокристали типу KDP для мегаджоульних лазерів. Вирощування, властивості»                                                                                          | Сало Віталій Іванович                     | кандидат хімічних наук, старший науковий співробітник Інституту монокристалів НАН України |
| Премія НАН України імені І. М. Францевича      | цикл праць «Монокристали типу KDP для мегаджоульних лазерів. Вирощування, властивості»                                                                                          | Притула ІгорМихайлович                    | кандидат фізико-математичних наук, вчений секретар Інституту монокристалів НАН Україн |
| Премія НАН України імені З. І. Некрасова       | цикл праць «Розвиток технологічних основ брикетування техногенних ресурсів гірничо-металургійного комплексу України»                                                            | Носков Валентин Олександрович (посмертно) | доктор технічних наук, старший науковий співробітник Інституту чорної металургії ім. З. І. Некрасова НАН України |
| Премія НАН України імені З. І. Некрасова       | цикл праць «Розвиток технологічних основ брикетування техногенних ресурсів гірничо-металургійного комплексу України»                                                            | Маймур Борис Микитович                    | кандидат технічних наук, старший науковий співробітник Інституту чорної металургії ім. З. І. Некрасова НАН України |
| Премія НАН України імені З. І. Некрасова       | цикл праць «Розвиток технологічних основ брикетування техногенних ресурсів гірничо-металургійного комплексу України»                                                            | Куцин Володимир Семенович                 | кандидат технічних наук, генеральний директор ВАТ «Нікопольський завод феросплавів» |
| Премія НАН України імені В. І. Толубинського   | цикл робіт «Тепломасообмін та гідродинаміка гетерогенних потоків» | Басок Борис Іванович                      | член-кореспондент НАН України, заступник директора Інституту технічної теплофізики НАН України |
| Премія НАН України імені В. І. Толубинського   | цикл робіт «Тепломасообмін та гідродинаміка гетерогенних потоків» | Авраменко Андрій Олександрович            | член-кореспондент НАН України, завідувач відділу Інституту технічної теплофізики НАН України |
| Премія НАН України імені В. І. Толубинського   | цикл робіт «Тепломасообмін та гідродинаміка гетерогенних потоків» | Накорчевський Альфред Іванович            | доктор технічних наук, провідний науковий співробітник Інституту технічної теплофізики НАН України |
| Премія НАН України імені Д. В. Волкова         | цикл робіт «Фізика надважких ядер та поляризаційних явищ у квантовій електродинаміці та електродинаміці адронів»                                                                | Денисов Віталій Юрійович                  | доктор фізико-математичних наук, провідний науковий співробітник Інституту ядерних досліджень НАН України |
| Премія НАН України імені Д. В. Волкова         | цикл робіт «Фізика надважких ядер та поляризаційних явищ у квантовій електродинаміці та електродинаміці адронів»                                                                | Меренков Микола Петрович                  | доктор фізико-математичних наук, провідний науковий співробітник Інституту теоретичної фізики ім. О. І. Ахієзера Національного наукового центру «Харківський фізико-технічний інститут» НАН України                        |
| Премія НАН України імені Д. В. Волкова         | цикл робіт «Фізика надважких ядер та поляризаційних явищ у квантовій електродинаміці та електродинаміці адронів»                                                                | Степановський Юрій Петрович               | кандидат фізико-математичних наук, провідний науковий співробітник Інституту теоретичної фізики ім. О. І. Ахієзера Національного наукового центру «Харківський фізико-технічний інститут» НАН України                      |
| Премія НАН України імені Л. В. Писаржевського  | цикл наукових праць «Теоретичне обґрунтування та практична апробація нової ресурсозберігаючої, маловідходної технології комбінованого одержання знесоленої та пом'якшеної води» | Мамченко Олексій Володимирович            | член-кореспондент НАН України, заступник директора Інституту колоїдної хімії та хімії води ім. А. В. Думанського НАН України                                                                                               |
| Премія НАН України імені Л. В. Писаржевського  | цикл наукових праць «Теоретичне обґрунтування та практична апробація нової ресурсозберігаючої, маловідходної технології комбінованого одержання знесоленої та пом'якшеної води» | Ставицький Віктор Васильович (посмертно)  | кандидат хімічних наук, старший науковий співробітник Інституту колоїдної хімії та хімії води ім. А. В. Думанського НАН України                                                                                            |
| Премія НАН України імені Р. Є. Кавецького      | монографія «Професійний рак: епідеміологія та профілактика» | Кундієв Юрій Ілліч                        | академік НАН України, директор Інституту медицини праці АМН України |
| Премія НАН України імені Р. Є. Кавецького      | монографія «Професійний рак: епідеміологія та профілактика» | Нагорна Антоніна Максимівна               | доктор медичних наук, завідувач відділу Інституту медицини праці АМН України |
| Премія НАН України імені Р. Є. Кавецького      | монографія «Професійний рак: епідеміологія та профілактика» | Варивончик Денис Віталійович              | доктор медичних наук, завідувач лабораторії Інституту медицини праці АМН України |
| Премія НАН України імені С. М. Гершензона      | серія наукових праць «Квантово-хімічна природа спонтанних точкових мутацій ДНК, спричинених таутомерією її нуклеотидних основ»                                                  | Данілов Віктор Іванович                   | кандидат фізико-математичних наук, провідний науковий співробітник Інституту молекулярної біології і генетики НАН України                                                                                                  |
| Премія НАН України імені С. М. Гершензона      | серія наукових праць «Квантово-хімічна природа спонтанних точкових мутацій ДНК, спричинених таутомерією її нуклеотидних основ»                                                  | Горб Леонід Григорович                    | кандидат хімічних наук, старший науковий співробітник Інституту молекулярної біології і генетики НАН України |
| Премія НАН України імені С. М. Гершензона      | серія наукових праць «Квантово-хімічна природа спонтанних точкових мутацій ДНК, спричинених таутомерією її нуклеотидних основ»                                                  | Говорун Дмитро Миколайович                | член-кореспондент НАН України, заступник директора Інституту молекулярної біології і генетики НАН України |
| Премія НАН України імені М. Д. Стражеска       | цикл робіт «Дослідження нових аспектів патогенезу гострого інфаркту міокарда та розробка нових методів його терапії»                                                            | Мойбенко Олексій Олексійович              | академік НАН України, завідувач відділу Інституту фізіології ім. О. О. Богомольця НАН України |
| Премія НАН України імені М. Д. Стражеска       | цикл робіт «Дослідження нових аспектів патогенезу гострого інфаркту міокарда та розробка нових методів його терапії»                                                            | Пархоменко Олександр Миколайович          | доктор медичних наук, завідувач відділу Інституту кардіології ім. М. Д. Стражеска АМН України |
| Премія НАН України імені М. Д. Стражеска       | цикл робіт «Дослідження нових аспектів патогенезу гострого інфаркту міокарда та розробка нових методів його терапії»                                                            | Досенко Віктор Євгенович                  | доктор медичних наук, провідний науковий співробітник Інституту фізіології ім. О. О. Богомольця НАН України |
| Премія НАН України імені І. І. Мечникова       | серія наукових праць «Мультипробіотики Симбітер ® і Апібакт ® та їх застосування у медицині»                                                                                    | Лук'янова Олена Михайлівна                | академік НАН України, почесний директор Інституту педіатрії, акушерства і гінекології АМН України |
| Премія НАН України імені І. І. Мечникова       | серія наукових праць «Мультипробіотики Симбітер ® і Апібакт ® та їх застосування у медицині»                                                                                    | Янковський Дмитро Станіславович           | доктор біологічних наук, генеральний директор ТОВ фірми «О. Д. Пролісок» |
| Премія НАН України імені І. І. Мечникова       | серія наукових праць «Мультипробіотики Симбітер ® і Апібакт ® та їх застосування у медицині»                                                                                    | Димент Галина Семенівна                   | кандидат технічних наук, директор науково-дослідного центру ТОВ фірми «О. Д. Пролісок» |
| Премія НАН України імені Л. П. Симиренка       | монографія «Агроекологічні основи інтегрованого захисту яблуні від парші та інших хвороб»                                                                                       | Каленич Федір Семенович                   | кандидат біологічних наук, завідувач сектору Інституту садівництва УААН |
| Премія НАН України імені М. С. Грушевського    | цикл праць «Проблеми української історії в контексті досліджень європейської цивілізації»                                                                                       | Моця Олександр Петрович                   | член-кореспондент НАН України, завідувач відділу Інституту археології НАН України |
| Премія НАН України імені М. С. Грушевського    | цикл праць «Проблеми української історії в контексті досліджень європейської цивілізації»                                                                                       | Балух Василь Олексійович                  | доктор історичних наук, завідувач кафедри Чернівецького державного університету ім. Ю. Федьковича |
| Премія НАН України імені М. С. Грушевського    | цикл праць «Проблеми української історії в контексті досліджень європейської цивілізації»                                                                                       | Вергунов Віктор Анатолійович              | доктор сільськогосподарських наук, директор Державної наукової сільськогосподарської бібліотеки Української академії аграрних наук                                                                                         |
| Премія НАН України імені Д. І. Чижевського     | цикл праць з методології історії філософії | Ярошовець Володимир Іванович              | доктор філософських наук, завідувач кафедри Київського національного університету імені Тараса Шевченка |
| Премія НАН України імені Д. І. Чижевського     | цикл праць з методології історії філософії | Саух Петро Юрійович                       | доктор філософських наук, ректор Житомирського державного університету імені І. Франка |
| Премія НАН України імені Д. І. Чижевського     | цикл праць з методології історії філософії | Єременко Олександр Михайлович             | кандидат філософських наук, начальник кафедри Луганського державного університету внутрішніх справ ім. Е. О. Дідоренка |
| Премія НАН України імені Ф. М. Колесси         | праця «Історична Хотинщина. Музично-етнографічне дослідження. Збірник фольклору»                                                                                                | Іваницький Анатолій Іванович              | доктор мистецтвознавства, провідний науковий співробітник Інституту мистецтвознавства, фольклористики та етнології ім. М. Т. Рильського НАН України                                                                        |